# Mancala de Nove Peças

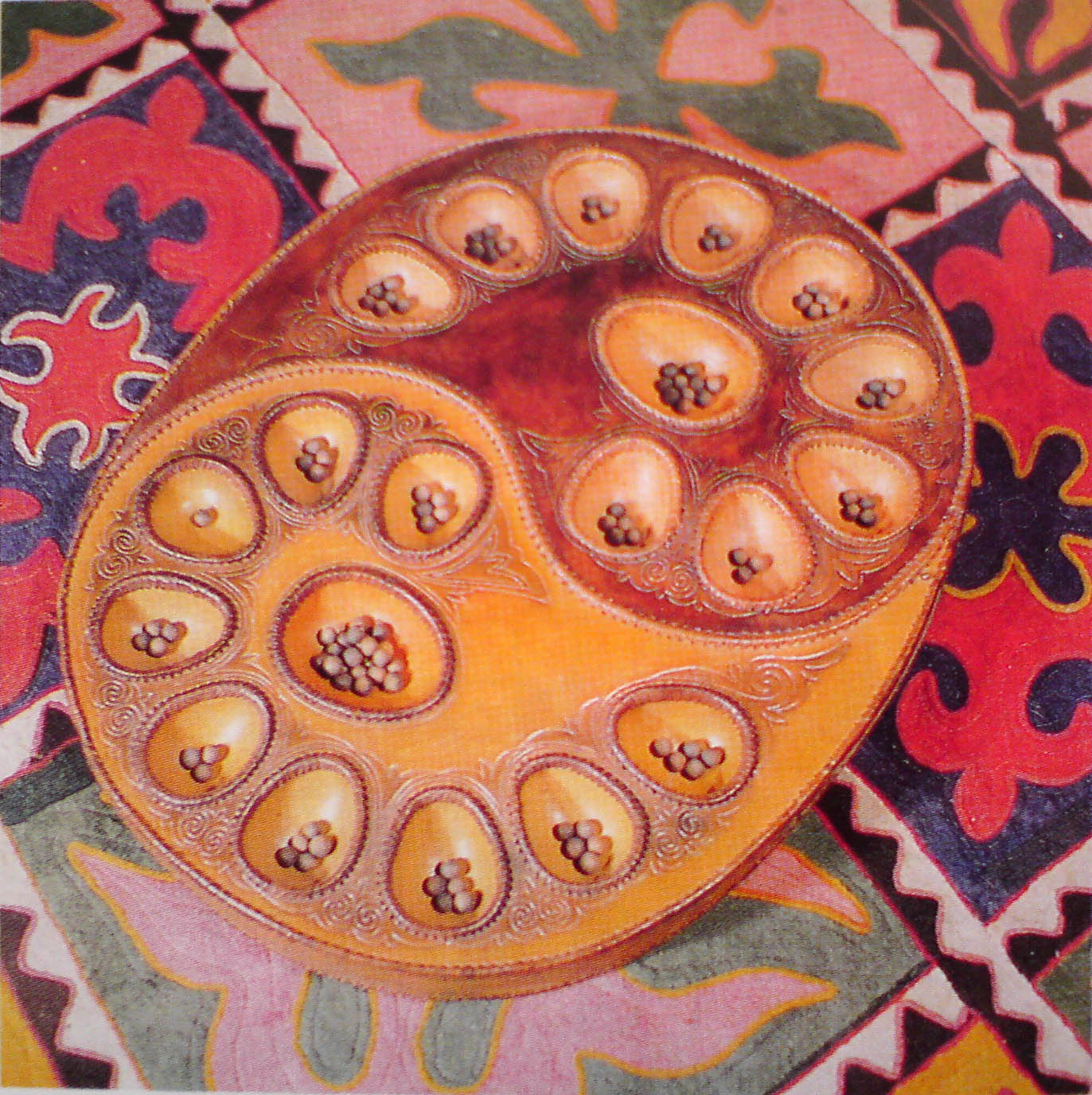
Tabuleiro de madeira para o jogo mancala de nove peças

A Mancala de Nove Peças, toguz korgool (em quirguiz:  тогуз коргоол) ou togyzqumalaq (em cazaque:  тоғыз құмалақ), é um jogo de mancala popular na Ásia Central.

## Tabuleiro
O jogo é praticado em um tabuleiro com duas fileiras de nove cavidades. Entre essas fileiras existem duas cavidades maiores, os depósitos, que são usados pelos jogadores para guardar as peças que foram capturadas. No início deve haver nove peças em cada cavidade, exceto nos depósitos, que devem estar vazios; dessa forma, os jogadores precisam de um total de 162 peças.

## Início do jogo

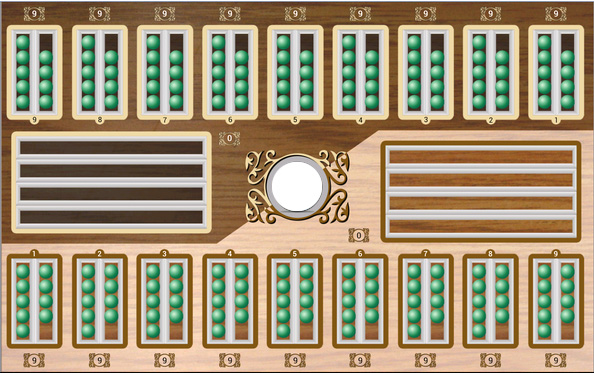
Posição inicial

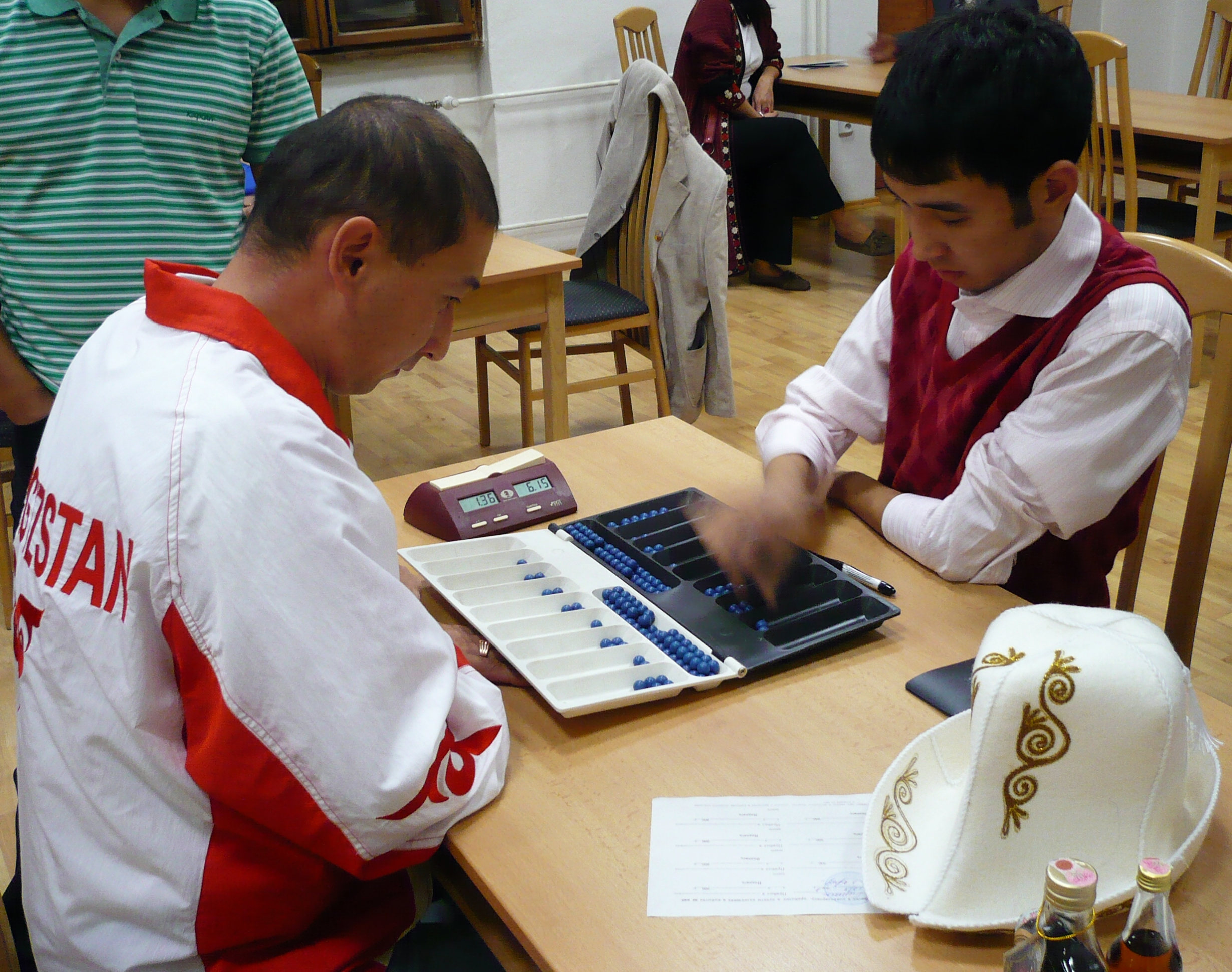
Jogador de pretas movimentando as peças.

É costume chamar do jogador que inicia o jogo de jogador de brancas e o seu oponente de jogador de pretas.

## Desenvolvimento do jogo

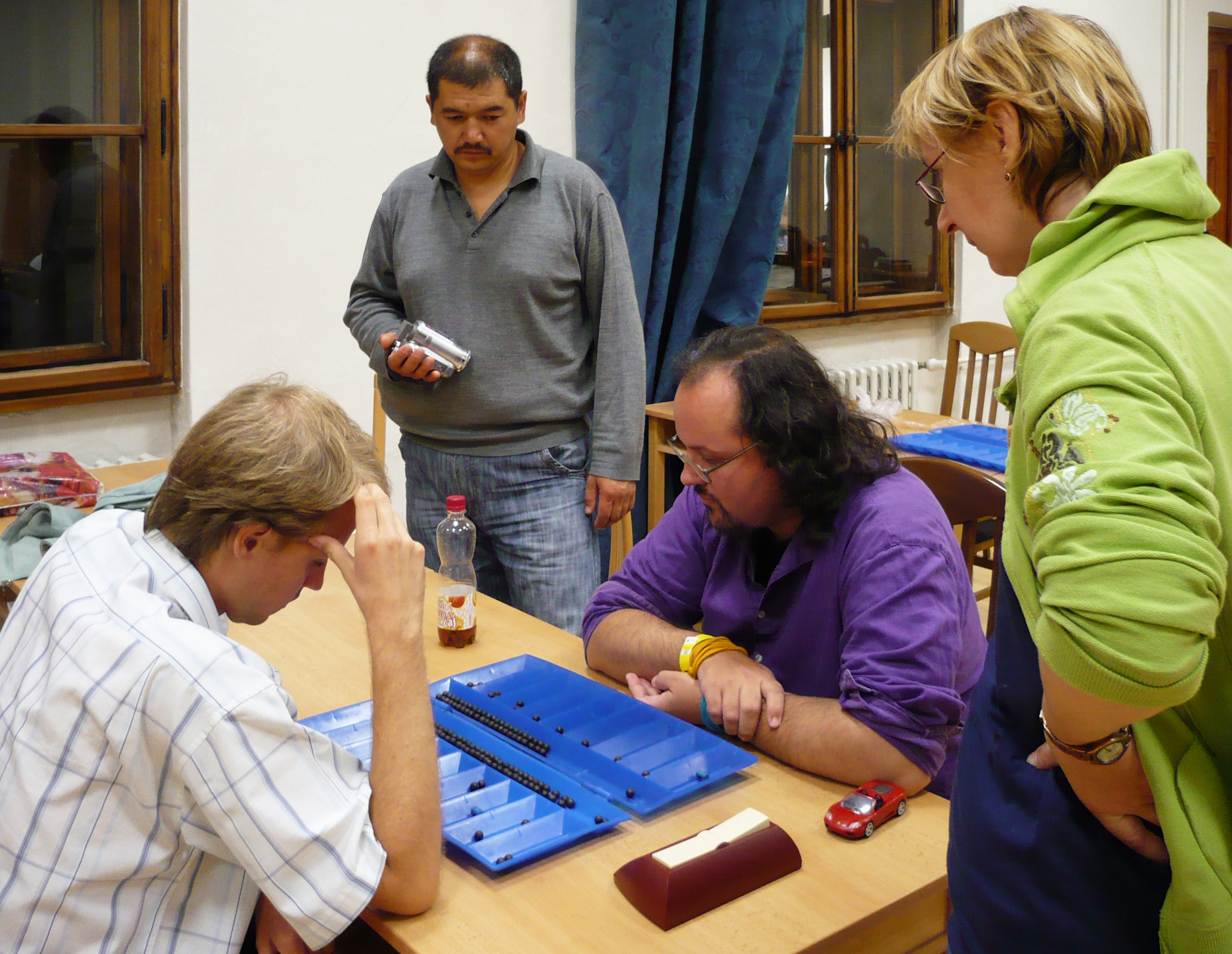
Partida de mancala de nove peças

Os jogadores se movem alternadamente. Na sua vez, um jogador deve selecionar, na sua fileira, uma das cavidades que não seja uma cavidade de acumulação (veja abaixo), pegar todas as peças que ali estiverem, e depois distribuí-las no sentido anti-horário, uma a uma, nas cavidades seguintes. A primeira peça a ser distribuída deve ser colocada na cavidade que acabou de ser esvaziada; no entanto, se a cavidade selecionada continha apenas uma peça, esta peça deve colocada na cavidade subsequente.
Se a última pedra a ser distribuída cair em uma cavidade que esteja na fileira do oponente, e essa cavidade contiver um número par de peças ao final da distribuição, as pedras que estiverem nessa cavidade deverão ser capturadas e armazenadas no depósito do jogador. Se a última pedra cair em uma cavidade que esteja na fileira oponente e essa cavidade contiver três pedras ao final da distribuição, a cavidade se torna uma cavidade de acumulação criada pelo jogador que realizou a jogada. 
Existem algumas restrições na criação de uma cavidade de acumulação:
1. Cada jogador pode criar apenas uma cavidade de acumulação por jogo.
2. A última cavidade do adversário (a cavidade mais à direita de sua fileira) não pode ser transformada em uma cavidade de acumulação.
3. Uma cavidade de acumulação não pode ser criada em uma posição simétrica à do oponente (por exemplo, se a terceira cavidade da esquerda para a direita do oponente for uma cavidade de acumulação, você não poderá transformar a sua terceira cavidade da esquerda para a direita em uma). É permitido realizar tal movimento, mas a cavidade não se transforma em uma cavidade de acumulação.

As peças que caem em uma cavidade de acumulação são capturadas pelo criador dela, que pode transferir as peças para o seu depósito a qualquer momento. 
O jogo termina quando um jogador não tiver movimentos, o que ocorre quando todas as cavidades da sua fileira que não forem de acumulação estiverem vazias.
Quando o jogo termina, cada jogador deve capturar as peças em sua fileira que não estejam em uma cavidade de acumulação do oponente.  O vencedor é o jogador que, no final do jogo, tiver capturado mais peças, somando as que estão na sua casa de acumulação e no seu depósito. Se ambos os jogadores tiverem 81 pedras ao fim do jogo, ele termina empatado.

## Competições
O primeiro torneio contemporâneo de mancala de nove peças foi realizado em 1948 em Almaty, na República Socialista Soviética do Cazaquistão. No período surgiram discussões a respeito das regras, que foram padronizadas em 1949. 
O primeiro Campeonato Mundial de Mancala de Nove Peças foi realizado de 1 a 7 de novembro de 2010 em Astana, Cazaquistão. Havia 25 participantes no campeonato masculino, representando 14 nações: Antígua e Barbuda, China, Alemanha, Geórgia, Cazaquistão, Quirguistão, Mongólia, Rússia, Espanha, Suíça, Turquia, Turcomenistão, Estados Unidos e Uzbequistão.  No campeonato feminino, havia 18 jogadoras de 10 países: Azerbaijão, China, República Tcheca, Cazaquistão, Quirguistão, Mongólia, Rússia, Turquia, Turcomenistão e Uzbequistão. Quatro nações enviaram equipes completas (3 jogadores de cada gênero): Cazaquistão, Quirguistão, Mongólia e Rússia. Além do torneio mundial, também existem muitas competições em nível local, regional e nacional na Ásia Central. Na Europa, realizam-se torneios anuais em alguns países, incluindo Inglaterra (Londres), Alemanha (Schweinfurt), Suíça (La Tour-de-Peilz) e República Tcheca (Praga e Pardubice). A mancala de nove peças também está incluída no programa dos Jogos Mundiais Nômades.
A mancala de nove peças é considerada esporte nacional no Quirguistão e no Cazaquistão e muito praticada: estima-se que existam cerca de 10.000 jogadores e cerca de 200 treinadores registrados apenas no Cazaquistão.